# Edred
Edred (eng. Eadred i Edred) (?, 923. – Frome, Somerset, 23. studenog 955.), engleski kralj od 946. do 955. godine, iz dinastije Wessex.
Sin je Eduarda I. Starijeg i Edgive Kentske, kćeri Sigehelma, ealdormana od Kenta. Naslijedio je starijeg brata, kralja Edmunda I. (vladao 939. – 946.), koji je bio izboden na smrt u Pucklechurchu (Gloucestershire), na dan sv. Augustina, 26. svibnja 946. godine.
Iste godine, 16. kolovoza, Edred je konsekrirao nadbiskup Odo Canterburyjski u Kingstonu na Temzi (Surrey, danas Veliki London), gdje su mu, kako se čini, odanost iskazali velški vladari i sjeverni earlovi
Edred je za svoje vladavine postigao vojne uspjehe u borbi protiv Vikinga, te je godine 954. York definitivno stavio pod englesku kontrolu ubivši njegovog posljednjeg vikinškog kralja Erica Bloodaxea. Ta pobjeda je Edreda i njegovu anglosasku kraljevsku dinastiju stavila u dominantan položaj u Engleskoj.
Edred je bio izrazito religiozan kralj i bio je veoma slabog zdravlja zbog čega je i preminuo godine 955. Naslijedio ga je nećak Edwy.
Edred je bio jednim od engleskih kraljeva koji se krunio na krunidbenom kamenu iz Kingstona.

## Vanjske poveznice
- Eadred, kralj Engleske - Britannica Online (engl.)
- Kralj Edred (946.-955.) - britroyals.com (engl.)
- Edred - englishmonarchs.co.uk (engl.)

| Prethodnik:                           | Kralj Engleske (946. – 955.) | Nasljednik:        |
| Edmund I. Veličanstveni (939. – 946.) | Kralj Engleske (946. – 955.) | Edwy (955. – 959.) |